# Copa del Sol
Copa del Sol (z hiszp. Puchar Słońca) – międzynarodowy towarzyski klubowy turniej piłkarski rozgrywany zimą od 2010 roku w Hiszpanii. Każda edycja turnieju składała się z różnej liczby meczów w zależności od liczby zespołów biorących udział w nich. Finał turnieju w 2010 roku nie odbył się z powodu ulewnego deszczu. Obaj finaliści - Szachtar Donieck i CSKA Moskwa zostały uznane za zwycięzców. Od 2013 roku rozgrywki prowadzone są w dwóch grupach. Zwycięzcy walczyli w finale o Puchar.

## Finały
| Edycja | Rok  | Zwycięzca                         | Wynik                             | Finalista                         | Stadion            | Data                        | Ilość drużyn |
| ------ | ---- | --------------------------------- | --------------------------------- | --------------------------------- | ------------------ | --------------------------- | ------------ |
| I      | 2010 | CSKA Moskwa oraz Szachtar Donieck | CSKA Moskwa oraz Szachtar Donieck | CSKA Moskwa oraz Szachtar Donieck | Marbella           | 3 lutego – 12 lutego 2010   | 8            |
| II     | 2011 | Karpaty Lwów                      | 1:0                               | Szachtar Donieck                  | Elche, La Manga    | 27 stycznia – 7 lutego 2011 | 16           |
| III    | 2012 | Spartak Moskwa                    | 1:0                               | FC København                      | Benidorm, La Manga | 28 stycznia – 7 lutego 2012 | 12           |
| IV     | 2013 | Szachtar Donieck                  | 2:1                               | Widzew Łódź                       | La Manga, Pinatar  | 23 stycznia – 2 lutego 2013 | 12           |
| V      | 2014 | Strømsgodset                      | 1:0                               | Astra Giurgiu                     | La Manga           | 27 stycznia – 6 lutego 2014 | 10           |

## Statystyki
| Lp.  | Klub             | Zdobywca | Finalista | Lata triumfów        |
| ---- | ---------------- | -------- | --------- | -------------------- |
| 1.   | Szachtar Donieck | 2        | 1         | 2010 (wspólny), 2013 |
| 2-5  | CSKA Moskwa      | 1        | 0         | 2010 (wspólny)       |
|      | Karpaty Lwów     | 1        | 0         | 2011                 |
|      | Spartak Moskwa   | 1        | 0         | 2012                 |
|      | Strømsgodset     | 1        | 0         | 2014                 |
| 6-8. | Widzew Łódź      | 0        | 1         |                      |
|      | FC København     | 0        | 1         |                      |
|      | Astra Giurgiu    | 0        | 1         |                      |